# (200110) 1995 UM50
(200110) 1995 UM50 es un asteroide perteneciente al cinturón de asteroides, descubierto el 17 de octubre de 1995 por el equipo del Spacewatch desde el Observatorio Nacional de Kitt Peak, Arizona, Estados Unidos.

## Designación y nombre
Designado provisionalmente como 1995 UM50.

## Características orbitales
1995 UM50 está situado a una distancia media del Sol de 2,631 ua, pudiendo alejarse hasta 2,808 ua y acercarse hasta 2,454 ua. Su excentricidad es 0,067 y la inclinación orbital 3,898 grados. Emplea 1559,27 días en completar una órbita alrededor del Sol.

## Características físicas
La magnitud absoluta de 1995 UM50 es 17,1.